# 瓜爾達爾河

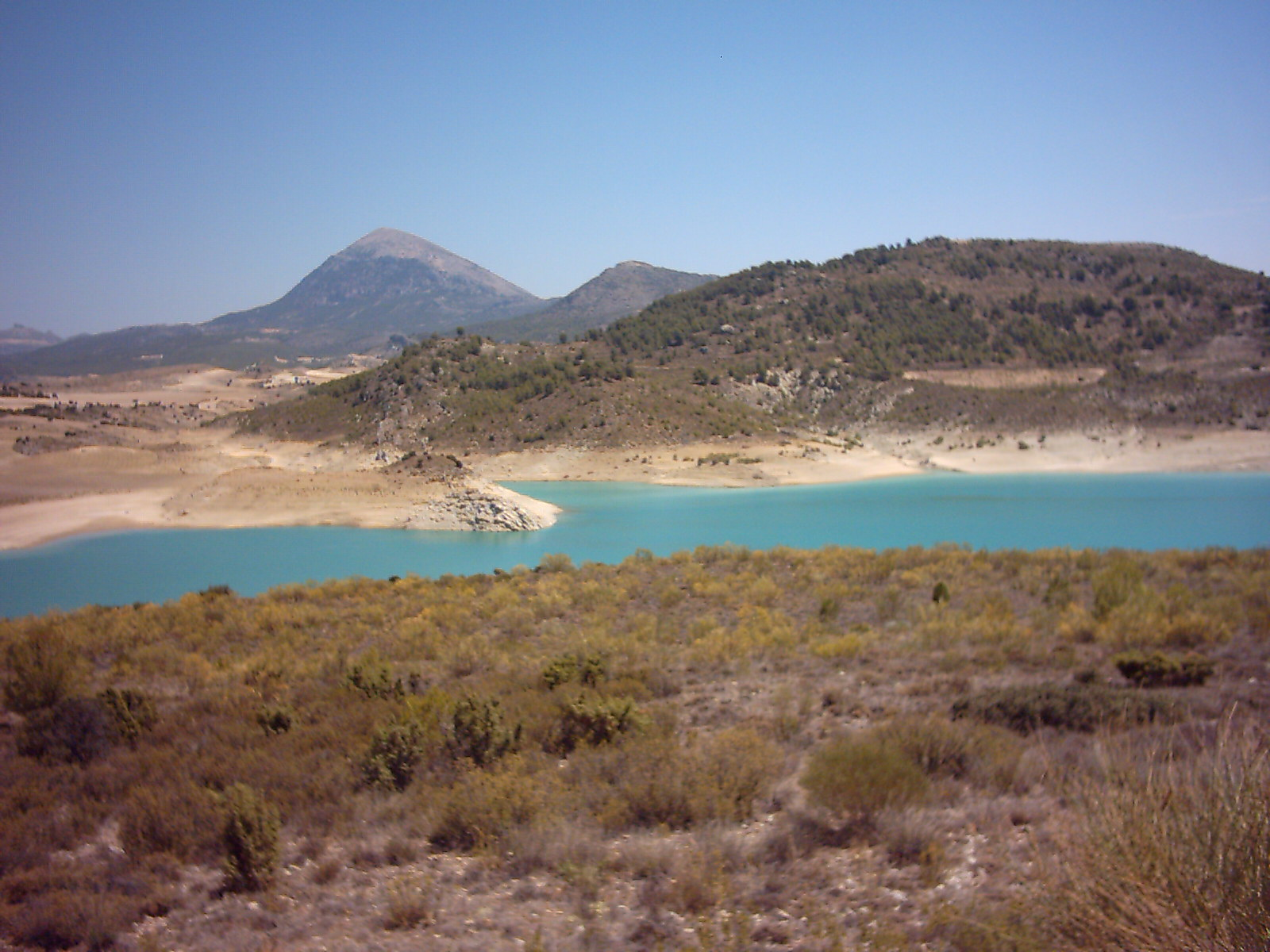
瓜爾達爾河

瓜爾達爾河（西班牙語：Río Guardal）是西班牙的河流，位於伊比利亞半島，處於格拉納達省，河道全長46公里，集水區面積2,337平方公里，最終注入瓜迪亞納梅諾爾河。